# Стругарі (комуна)
Стругарі (рум. Strugari) — комуна у повіті Бакеу в Румунії. До складу комуни входять такі села (дані про населення за 2002 рік):
- Надіша (327 осіб)
- Петрічика (589 осіб)
- Рекітішу (436 осіб)
- Стругарі (776 осіб)
- Четецуя (332 особи)
- Яз (189 осіб)

Комуна розташована на відстані 237 км на північ від Бухареста, 16 км на захід від Бакеу, 96 км на південний захід від Ясс, 129 км на північний схід від Брашова.

## Населення
За даними перепису населення 2002 року у комуні проживали 2649 осіб. Усі жителі комуни рідною мовою назвали румунську.
Національний склад населення комуни:
| Національність | Кількість осіб | Відсоток |
| -------------- | -------------- | -------- |
| румуни         | 2645           | 99,8%    |
| цигани         | 4              | 0,2%     |

Склад населення комуни за віросповіданням:
| Релігія            | Кількість осіб | Відсоток |
| ------------------ | -------------- | -------- |
| православні        | 2067           | 78,0%    |
| римо-католики      | 409            | 15,4%    |
| адвентисти         | 160            | 6,0%     |
| старообрядці       | 6              | 0,2%     |
| п'ятдесятники      | 2              | 0,1%     |
| реформати          | 1              | < 0,1%   |
| атеїсти            | 1              | < 0,1%   |
| не вказали релігію | 1              | < 0,1%   |